# Чёрный беркут (Казахстан)
«Чёрный беркут» (официальное наименование — учреждение № 39) — учреждение чрезвычайной безопасности в Костанайской области Казахстана. Находится в 25 км к юго-востоку от города Житикара.
С 2004 года в колонии имеется локальный участок для особо опасных преступников, приговорённых к пожизненному лишению свободы.
«Чёрный беркут» — на 2023 год одно из двух исправительных учреждений в Казахстане, где содержатся осуждённые к пожизненному заключению, в связи с чем колония отличается одним из наиболее жёстких режимов.

## История
Колония основана приказом УВД Костанайского облисполкома № 058 от 20.09.1961 года как ИТК-21 общего режима с лимитом наполнения 930 человек. В колонии действовали радиоцех (изготовление блоков питания к магнитолам для Челябинского радиозавода), швейный цех (выпуск спецодежды для предприятий района), механический цех (изготовление комплектующих частей для предприятий района), цех пластмасслитья (выпуск детских игрушек, посуды и др.).
Позже колонию перепрофилировали в особый режим — 21 мая 2004 года был принят первый этап приговорённых к пожизненному заключению.

## Известные осуждённые
- Владислав Челах (род. 1992) — совершил массовое убийство 15 человек на погранпосту Арканкерген[5].
- Олег Власкин (род. 1991) — совершил тройное убийство в Шымкенте, убив мать и двух сыновей.
- Руслан Кулекбаев (род. 1990) — совершил убийство 10 человек в Алма-Ате[6].
- Сопыжанов Игентай (род. 1996) — убил трёхлетнего мальчика[7].
- Сергей Наумцев (род. 1992) — за изнасилование и убийство 15-летней школьницы[8].
- Сайдолим Гайнозаров (род. 1975) — за изнасилование и убийство пятилетней девочки.
- Игорь Дужнов (род. 1967) — за убийство пятерых человек в Алма-Ате[9].